# Печенгская Спасская пустынь
Печенгская Спасская мужская пустынь основана в начале XVII века монахом Матфеем, находилась на правом берегу реки Печеньга (приток Кокшеньги). В 1619 году инок Матфей построил в глухом лесу часовню в честь Преображения Господня и Всех Святых, поэтому и пустынь в документах, приведенных в «Актах Холмогорской и Устюжской епархии» называется Спасской или Всехсвятской, чаще – Спасской. В 1623 году построена первая церковь, которая была освящена в честь Всех Святых. Количество монахов в Спасской пустыни не превышало 7 человек. В 1678 году пустынь была уже не самостоятельной, а приписной к Николаевскому Маркушевскому монастырю. В 1753 году построена новая деревянная церковь, в 1757 году освящена в честь Всех Святых. Упразднена пустынь, по одним сведениям, в 1764 году, по другим сведениям, это произошло ранее.